# Prep & Landing (franquicia)
Prep & Landing (Patrulla de aterrizaje en España; Lanny y Wayne, los elfos navideños en Hispanoamérica) es una serie de especiales navideños de televisión animados por computadora, producidos por Walt Disney Animation Studios (2009-2011) y Disney Television Animation (2025).

## Especiales de televisión

### Prep & Landing(2009)
Especial de 22 minutos de duración producido por Walt Disney Animation Studios, y estrenado en ABC el 8 de diciembre de 2009.
Wayne, un elfo navideño, forma parte de una organización de élite conocida como "Prep & Landing", cuyo trabajo consiste en preparar millones de hogares en todo el mundo para la visita de Papá Noel. Tras 227 años en el trabajo, ansiaba un ascenso, el cual le es rechazado. Posteriormente conoce a Lanny, un novato al que debe entrenar en el trabajo. Wayne, aún resentido por el ascenso, decide relajarse durante la misión, dejando a Lanny todo el trabajo.

### Operation: Secret Santa(2010)
Especial de 7 minutos de duración producido por Walt Disney Animation Studios, y estrenado en ABC el 7 de diciembre de 2010.
Wayne y Lanny, que ahora son socios son convocados por la Sra. Claus para una misión en la que deben recuperar una caja del taller secreto de Santa Claus.

### Naughty vs. Nice(2011)
Especial de 22 minutos de duración producido por Walt Disney Animation Studios, y estrenado en ABC el 5 de diciembre de 2011.
Wayne y Lanny deben recuperar tecnología clasificada del Polo Norte de manos de un hacker, tras ser robada de la Brigada de los Elfos del Carbón, una unidad de elfos navideños encargada de los niños que se portan mal. Para ello, deben colaborar con un miembro de la Brigada, que resulta ser Noel, el hermano menor de Wayne, del que se había distanciado.

### The Snowball Protocol(2025)
Especial de 22 minutos de duración producido por Disney Television Animation, previsto para estrenarse en 2025.
Cuando sus misiones navideñas salen mal, Wayne cree que está en serios problemas con Santa Claus, lo que abre un baúl de alegres contratiempos del pasado.

## Cortometraje

### Tiny's BIG Adventure(2009)
Un cortometraje de un minuto, titulado Tiny's BIG Adventure, se lanzó en línea el 9 de diciembre de 2009, junto con Prep & Landing. Fue lanzado en DVD el 22 de noviembre de 2011 junto con el primer especial, y en el DVD y Blu-ray de Prep & Landing: Totally Tinsel Collection el 6 de noviembre de 2012.

## Otros medios
Wayne y Lanny aparecen en el cómic Prep & Landing: Mansion Impossible, donde preparan la Mansión de los Vengadores para la visita de Santa. La historia, escrita por Kevin Deters e ilustrada por Joe Mateo, se publicó el 16 de noviembre de 2011 en Avengers #19, Marvel Adventures Super Heroes #20, and Marvel Adventures Spider-Man #20.
Wayne y Lanny aparecen a modo de cameo en el cortometraje de 2023 Once Upon a Studio como parte de los personajes de Walt Disney Animation Studios que se reúnen para hacerse una foto de grupo.
El 5 de septiembre de 2025, Disney Publishing Worldwide lanzará un libro de Prep & Landing, como parte de la colección Disney Little Golden Books.